# Андреас Мустоксідіс
Андреас Мустоксідіс (грец. Ανδρέας Μουστοξύδης; 6 січня 1785, Керкіра, — 29 липня 1860, там же) — грецький історик і філолог, перекладач, політик.

## Біографія

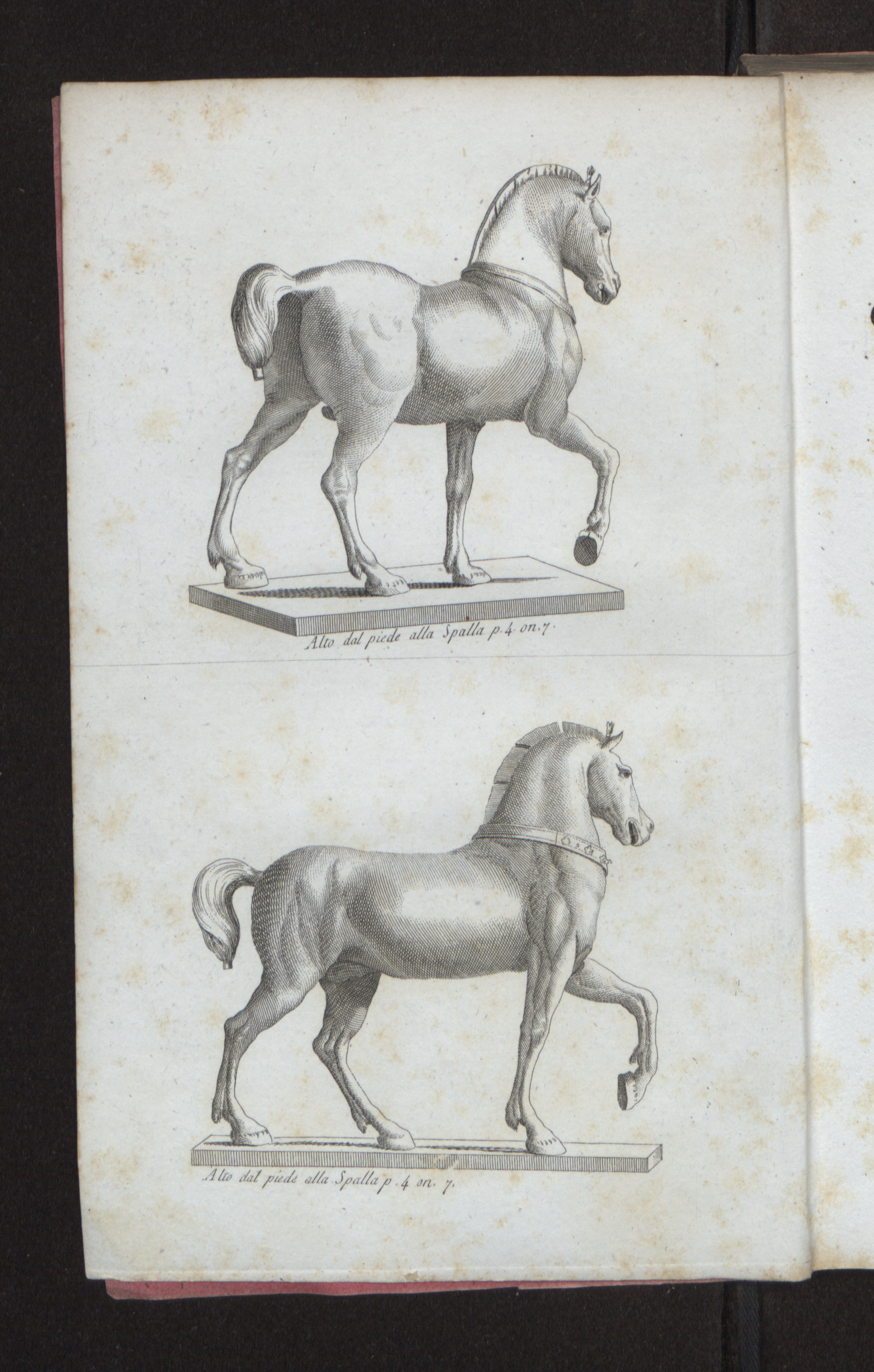
Sui quattro cavalli della Basilica di S. Marco in Venezia, 1816

Мустоксідіс народився на острові Керкіра, який тоді ще перебував під венеційським контролем, 6 січня 1785 року.
У віці 15 років виїхав до Італії та вступив до університету міста Павія, який закінчив у 1805 році. Того ж року Мустоксідіс став членом Археологічного товариства Флоренції й Академії Флоренції. Підставою для цього стало видання Мустоксідісом у 1804 році трактату про історію Керкіри «Записки про історію Керкіри з героїчних років до кінця XII століття» (Notizie per servire alla storia Corcirese dai tempi eroici al secolo XII). Після повернення на батьківщину, де він спочатку викладав безоплатно у ліцеї, це видання стало приводом для його прийому на посаду історіографа Іонічних островів. Цю посаду Мустоксідіс обіймав до 1819 року.
Мустоксідіс здійснив тривалу наукову поїздку Італією незадовго до того, як французи повернули собі Іонічні острови, згідно з положеннями Тільзитського миру 1807 року. Потім були поїздки до Франції, Німеччини, Швейцарії, після яких він повернувся у Мілан. У Цюриху Мустоксідіс познайомився з Іоанном Каподістрією. В Італії, у 1812 році, він виявив і видав манускрипт «Риторика» Ісократа, екземплярами якого володіли Амброзіанська бібліотека та Бібліотека Лауренціана. Тут він видав двотомник історії Керкіри, під назвою «Illustrazioni Corciresi» (1811—1814).
У цей другий італійський період Мустоксідіс стає членом Академій Парижа, Берліна, Мюнхена та Турина та пише трактат «Про Квадріг Венеціанського собору Святого Марка».
На початку 1816 року Мустоксідіс познайомився з Байроном під час італійського революційного періоду останнього.
Із закінченням наполеонівських воєн, у 1814 році, Іонічні острови переходять під британський контроль. У 1816 році Мустоксідіс повертається на батьківщину, де пише та видає життєписи Анакреонта й Есхіла. Продаж англійцями Алі-паші Тепелєнському міста Парга у 1819 році обурила Мустоксідіса, і він видав у Парижі під псевдонімом «Звіт про події, що передували та після передачі Парги». Англійці з'ясували ім'я автора та британський намісник Томас Мейтланд вислав Мустоксідіса з Керкіри, хоча у той же період він отримав королівський британський орден святого Михайла та святого Георгія. Залишивши Керкіру, у 1820 році, Мустоксідіса прийняли на посаду секретаря російського посланця у Турині.
З початком Грецької революції 1821 року Мустоксідіс пише звернення та вірші італійською, сприяючи тим самим руху філеллінізму в Італії.
У жовтні 1823 року англійський філеллін полковник Лестер Стенгоуп на своєму шляху до Греції, що повстала, зробив зупинку у Мілані, де познайомився з Мустоксідісом. Стенгоуп переконав Мустоксідіса видати брошуру про британське свавілля на Іонічних островах та з викриттям політики британського намісника Т. Мейтланд.
У жовтні 1827 року Іоанн Каподістрія, прямуючи до Греції до ухвалення правління ще відтвореної країною, зустрівся з Мустоксідісом у Болоньї. Каподістрія доручив Мустоксідісу невідкладну організацію освіти грецьких сиріт Італії, зібравши у містах Венеція та Трієст. Більшість із цих сиріт, здобувши освіту, повернулися до Греції після звільнення. У більш довгостроковому плані Каподістрія доручив Мустоксідісу розробити проєкт організації освіти та підвищення культурного рівня у Греції після звільнення.
Після закінчення війни Каподістрія запросив Мустоксідіса до Греції та призначив директором департаменту освіти для втілення його проєкту, починаючи з острова Егіна.
Одночасно Мустоксідіс очолив редакцію місцевої газети острова та франкомовної «Le Courrier de la Greece».
У жовтні 1829 року Мустоксідіса призначили директором музею Егіни (першого музею країни) і першим в історії грецької археології отримав посаду хранителя старожитностей.
Мустоксідіс підготував проєкт археологічного законодавства, який, хоч і не був ратифікований урядом, був опублікований як циркуляр в «Урядовій газеті» у червні 1830 року і, по суті, став першим археологічним законом країни.
Після смерті Каподістрії у вересні 1831 року Мустоксідіс був гнаний політичними противниками Каподістрія і був навіть звинувачений у крадіжці старожитностей, що змусило його повернутися на Керкіру. Багато пізніше Мустоксідіса виправдали та знову запросили працювати у Греції, але він відмовився.
Повернувшись на Керкіру, Мустоксідіс був поновлений на своїй колишній посаді як історіограф і поринув у письменницьку діяльність й у боротьбу возз'єднання Іонічних островів із Грецією.
У 1833 році Мустоксідіс став депутатом місцевого конгресу, а потім очолив опозицію.
У 1849 році Мустоксідіса обрали головою парламенту, але він відмовився від почесної посади.
У 1843—1853 роках на Керкірі Мустоксідіс видавав філологічно-історичний журнал «Елліномнімон».
Як філолог Мустоксідіс видав 7 промов Ісократа, Схолії Олімпіодора (Олімпіодор Молодший) до Платона, та у співпраці з константинопольцем Д. Схінасом видав 5 томів невиданих робіт Амброзіанської бібліотеки. Крім цього, Мустоксідіс переклав італійською мовою Геродота (1822), і видано ряд робіт письменника II століття Полієна.
Мустоксідіс помер 29 липня 1860 року на острові Керкіра. Його поховали у монастирі Платітера, там же де похований й Іоанн Каподістрія.